# Himno al Estado de Hidalgo
El Himno al Estado de Hidalgo es el himno oficial del Estado de Hidalgo, en México. Fue escrito por Genaro Guzmán Mayer, y la composición musical estuvo a cargo de Roberto Oropeza Licona.
Es confundido con El Hidalguense o con el Canto al Estado de Hidalgo; debido a la poca difusión que tuvo durante un tiempo. Consta de un coro y tres estrofas. El estado carece de una Ley que regule el Himno y el Escudo de Hidalgo, desde 2014 existen iniciativas de crear una ley.

## Historia
En 1968, con motivo del primer centenario de la erección del estado de Hidalgo, oficialmente se convocó a la creación de un himno para la entidad. El 7 de diciembre de 1968 el jurado calificador otorgó primer lugar al himno Canto de paz, de unión y de esperanza, firmado por Guzmán Mayer con el seudónimo Prometeo encadenado. El jurado estuvo integrado por compañeros y subalternos del director del Instituto Hidalguense de Bellas Artes: Juan Castañeda, subdirector; profesor Raúl Osorio, profesor de música; profesores Salvador Salgado y Raúl Guerrero Guerrero.

## Letra
Coro:

Hidalguenses unidos cantemos,
Orgullosos de su tradición,
Al estado de hidalgo, a los hombres
Que han honrado este patrio girón
Si de hidalgo llevamos el nombre
Gloria a él que ya patria nos dio.
Estrofa 1:
En el ámbito patrio cantemos
Las grandezas de nuestra entidad
Que fundó sus principios por Juárez
En la paz, la justicia social
En las mentes de los hidalguenses
Ese nombre grabado estará
Del gran Juárez, quien nos dio por norma
"el respeto al derecho es la paz".
Coro
Estrofa 2
Salve, salve a la augusta memoria
De los hombres patriotas de honor
A Fernando de Soto y a Doria;
Gobernante de aquí, precursor
Al cantar hoy ufanos este himno
Profesamos con patrio fervor.
Nuestra fe en los destinos de hidalgo,
En su esfuerzo y trabajo creador.
Coro
Estrofa 3
En el ámbito sea del estado
En la escuela, en la comunidad
Donde esplenda, la tea luminosa
Del progreso, la idea la unidad,
Que no rompa la insidia los lazos
Del amor a la patria entidad
Que se llene de ideales la mente
A la voz: amistad ¡amistad!

Coro

## Otras versiones
El himno tiene dos versiones diferentes, en los archivos del antiguo Instituto Hidalguense de Bellas Artes, existen las versiones. Una, entregada al jurado calificador con el seudónimo de Prometeo encadenado, junto con otras 25 composiciones de diferentes poetas. Y otra, modificada, en partes, atribuida a Guzmán Mayer que, impresa en mimeógrafo, fue distribuida el 5 de febrero de 1969 y entonada por alumnos de escuelas primarias en la ceremonia conmemorativa de la promulgación de la Carta Magna, con música de Roberto Oropeza Licona.

Coro

“Hidalguenses, cantemos unidos
a la gloria de la Erección,
entonemos el canto a la gloria
que Hidalgo en su nombre nos dio.
A los héroes de Hidalgo, en su nombre
vigorosos alcemos la voz.

## Otros cantos a Hidalgo

### El Hidalguense
Es un canto que se distingue en gran parte de México por sus sones Huastecos. Debido a esto nació una melodía que si bien no es un Himno debidamente registrado, es un símbolo peculiar y conocido por todo el que sabe la historia de Hidalgo. Compuesto por Nicandro Castillo.  Está compuesto de seis estrofas y dos coros. Siendo una canción meramente Huasteca, considerado este género como un símbolo naciente del Estado de Hidalgo, y utilizando instrumentos como el violín y la jarana, es como se dio origen a la letra y música de este son.

### Canto al Estado de Hidalgo
Fue creado en 2006 durante el mandato del gobernador de Hidalgo Miguel Ángel Osorio Chong usado para promocionar al estado en todo el país con fines turísticos. La música y letra estuvo a cargo de Jorge García Castil La población confunde este con el himno al estado, debido a que durante un tiempo fue enseñado en las escuelas del estado, publicado durante los cortos de películas en cinemas locales, y tocado en los canales de televisión y estaciones de radio del estado.